# Batman: Hush (film)
A Batman: Hush 2019-ben bemutatott amerikai 2D-s számítógépes animációs szuperhősfilm, amelyet Justin Copeland rendezett. A film DC Comics szuperhősét, Batmant mutatja be, és a 2002-es, azonos című képregénytörténeten alapul. Ez a DC animációs filmuniverzum tizenharmadik része és a DC univerzum eredeti animációs filmek 37. darabja. A történetben Batman szövetséget köt Macskanővel, hogy legyőzze az új, Hush nevű gonosztevőt, aki ismeri a Sötét Lovag összes titkát és élete kulcsfontosságú szereplőit veszi célba.
Amerikában 2019. július 19-én mutatták be a San Diego Comic Conon, 2019. július 20-tól lett elérhető digitális formában az interneten, 2019. augusztus 6-án pedig DVD-n, Blu-ray-n és 4K-n is kiadták. Magyarországon 2020. november 15-én mutatták be nyolc másik DC animációs film mellett, az HBO Go streaming platformon.

## Cselekmény
Miután Batman legyőzi Bane-t, aki elrabolt egy gyereket váltságdíj fejében, Lady Shiva a segítségét kéri, miután egy ismeretlen betolakodó használatba vette a Lázár-gödröt. Batman beleegyezik, de aztán Macskanő ellopja a váltságdíjat. Miközben üldözi, egy álarcos idegen meglövi Batmant, amitől a férfi a járdára esik, és súlyos koponyasérülést szenved. Macskanő megmenti egy bűnbanda elől, akik megpróbálták leleplezni, de Batgirl elűzi. Batgirl visszaviszi Batmant a Denevérbarlangba, ahol Alfred Pennyworth és Dick Grayson alibit készít arról, hogy Bruce Wayne hogyan szenvedett sérülést. Alfred felveszi a kapcsolatot Bruce gyerekkori barátjával, Thomas Elliottal, a neves agysebésszel, hogy vegye őt kezelésbe. Két hét múlva Bruce készen áll arra, hogy újra Batmanként tevékenykedjen, ezért Alfred egy új golyóálló denevérruhát ad neki párnázott burkolattal a jobb koponyavédelem érdekében. Eközben Macskanő átadja a váltságdíjat Méregcsóknak, aki hipnotikus csókkal irányítja őt. Aztán felbukkan az álarcos idegen, aki némi kriptonittal látja el a nőt.
Batman információért cserébe segít Amanda Wallernek kihozni Bane-t a rendőrség őrizetéből. Waller a Batman által kapott speciális nyugtatókat használja, hogy megakadályozza Bane-t abban, hogy megszökjön a rendőrségi őrizet elől és elfogja őt. Batman később vonakodva ugyan, de összefog Macskanővel, hogy megtalálja Méregcsókot, aki Metropolisban tartózkodik. Ott Batman kérdőre vonja a próbaidős Igazságliga-tagot, Lex Luthort, a Méregcsók által használt etilénvegyület szállítási listájával kapcsolatban. Méregcsók kriptonit rúzst használ, hogy az irányítása alá vonja Supermant, és megparancsolja neki, hogy ölje meg Macskanőt és Batmant. Macskanő lelöki Lois Lane-t egy épület tetejéről, hogy megállítsa Superman ámokfutását és megszabadítsa az elmekontrolltól. Miután legyőzik Méregcsókot, a nő felfedi, hogy egy "Hush" nevű gonosztevő utasításait követte.
Hush később elrabolja Jokert és ráveszi Harley Quinnt, hogy támadja meg a gothami operaházat, ahol Bruce, Thomas és Selina Kyle (Macskanő alteregója) is tartózkodik. A káosz közepette Hush megöli Thomast, és Jokerre keni a tettét. Joker próbálja bizonyítani az ártatlanságát, de Batman brutálisan összeveri, és kis híján meg is öli. Miután Jokert letartóztatják és lezajlik Thomas temetése, Batman arra a következtetésre jut, hogy Hush biztos tudja, ki ő valójában. Miközben Batman járőrözik, kiszúrja Husht és üldözőbe veszi, de végül megszökik. Miután a gonosztevő azzal fenyegetőzik, hogy megöli a szeretteit, Batman felfedi titkos kilétét Macskanő előtt, és a Denevérbarlangba viszi őt, ahol a nő megismerkedik Alfreddal és Dickkel, valamint Batman fiáról, Damianről is tudomást szerez. Később Hush Thomas sírjához tereli Dicket és Macskanőt, ahol Madárijesztő támad rájuk, aki harcképtelenné teszi Dicket a félelem gázának segítségével, míg Hush elrabolja Macskanőt. 
Nem sokkal ezután James Gordon rendőrkapitány tájékoztatja Batmant egy betörésről, ami Thomas irodájában történt. A nyomozás során Batman tudomást szerez Thomas egyik pácienséről, akit ugyanúgy hívnak, mint a keresztrejtvény feltalálóját, Arthur Wynne-t. Ebből Batman rájön, hogy Edward Nygma, másnéven Rébusz áll a betörés mögött. Batman az Arkham Elmegyógyintézetben kihallgatja Rébuszt, ahol nemcsak az derül ki, hogy a gonosztevő és Hush ugyanaz a személy, de még Batman személyazonosságára is rájött, miközben a Lázár-gödörben próbálta meggyógyítani kezelhetetlen agydaganatát. Azonban ez a "Rébusz" valójában Agyagpofa, akit Batman legyőz és kideríti, hogy Rébusz egy gyárépületben tartja fogva Macskanőt. 
A gyárhoz érve Batman megmenti Macskanőt, és közös erővel legyőzik Rébuszt, aki a Lázár-gödör hatásainak múlásával egyre gyengébbé válik. Miután az épület felrobban, Batman az életét kockáztatva megmenti Rébuszt a csáklyája segítségével, mielőtt az belezuhanna egy üstnyi olvadt lávába. De végül Macskanő elvágja a Rébuszt tartó kötelet, aki a biztos halálba zuhan. Miután megmenekülnek, Batman és Macskanő vitába keverednek az utóbbi tette miatt, és úgy döntenek, hogy külön utakon folytatják az életüket, mivel Macskanő nem képes elfogadni Batman erkölcsi szabályát, miszerint ő nem öl meg senkit.

## Szereplők
| Szerep                            | Eredeti hang      | Magyar hang         |
| --------------------------------- | ----------------- | ------------------- |
| Bruce Wayne / Batman              | Jason O'Mara      | Sarádi Zsolt        |
| Selina Kyle / Macskanő            | Jennifer Morrison | Solecki Janka       |
| Damian Wayne / Robin              | Stuart Allan      | Baráth István       |
| Lady Shiva                        | Sachie Alessio    | Kis-Kovács Luca     |
| Edward Nygma / Rébusz / Hush      | Geoffrey Arrend   | Láng Balázs         |
| Dr. Jonathan Crane / Madárijesztő | Chris Cox         | Seder Gábor         |
| Alfred Pennyworth                 | James Garrett     | Csuha Lajos         |
| Bane                              | Adam Gifford      | Debreczeny Csaba    |
| Basil Karlo / Agyagpofa           | Adam Gifford      | Törköly Levente     |
| Barbara Gordon / Batgirl          | Peyton List       | Berkes Boglárka     |
| Pamela Isley / Méregcsók          | Peyton List       | Hámori Eszter       |
| Dick Grayson / Éjszárny           | Sean Maher        | Czető Roland        |
| Kal-El / Clark Kent / Superman    | Jerry O’Connell   | Welker Gábor        |
| Lois Lane                         | Rebecca Romijn    | Kurta Niké          |
| Joker                             | Jason Spisak      | Király Attila       |
| Thomas Elliot                     | Maury Sterling    | Tokaji Csaba        |
| Riporter                          | Tara Strong       |                     |
| James Gordon rendőrkapitány       | Bruce Thomas      | Epres Attila        |
| Harleen Quinzel / Harley Quinn    | Hynden Walch      | Sipos Eszter Anna   |
| Amanda Waller                     | Vanessa Williams  | Majsai-Nyilas Tünde |
| Lex Luthor                        | Rainn Wilson      | Rába Roland         |

### Magyar változat[5]
- Magyar szöveg: Hanák János
- Hangmérnök: Simkó Ferenc
- Vágó: Simkóné Varga Erzsébet
- Gyártásvezető: Kincses Tamás
- Szinkronrendező: Stern Dániel
- Felolvasó: Bozai József
- További magyar hangok: Csányi Áron, Fehérváry Márton, Fellegi Lénárd, Horváth-Töreki Gergely, Kiss László, Lipcsey-Colini Borbála, Mohácsi Nóra

A szinkront az HBO megbízásából a Mafilm Audio Kft. készítette.